# Conchagua (vulkaan)
Conchagua is een stratovulkaan in het departement La Unión in El Salvador. De berg ligt ongeveer zes kilometer ten zuiden van de stad La Unión, op ongeveer vijf kilometer ten zuidoosten van de stad Conchagua en is ongeveer 1225 meter hoog.
Cerro del Ocote en Cerro de la Bandera zijn de twee belangrijkste toppen, waarbij Bandera jonger en meer conisch is. Er zijn actieve gebieden met fumarolen op beide pieken, maar hebben geen bevestigde historische uitbarstingen. De vulkaan wordt omgeven door een bos genaamd Bosque Conchagua.
De vulkaan ligt aan de Golf van Fonseca met ten zuidoosten de vulkaan Conchagüita en ten oosten de vulkaan El Tigre.